# Cyril Knowles
Cyril Barry Knowles (* 13. Juli 1944 in Fitzwilliam; † 30. August 1991 in Middlesbrough) war ein englischer Fußballspieler und Trainer. Als linker Außenverteidiger spielte der vierfache englische Nationalspieler langjährig erfolgreich für Tottenham Hotspur und inspirierte darüber hinaus musikalisch den Cockerel Chorus, der mit dem Lied Nice one, Cyril im März 1973 in der englischen Hitparade den 14. Platz belegte.

## Sportlicher Werdegang
Wie sein ein Jahr jüngerer Bruder Peter Knowles, der später ebenfalls Profifußballer wurde, kam Cyril Knowles in dem kleinen Dort Fitzwilliam – in West Yorkshire gelegen – zur Welt. Bei seinem ersten Verein FC Hemsworth kam er zunächst auf der Flügelposition zum Einsatz, aber seine Perspektive schien dort limitiert, da er weder Manchester United, den FC Blackpool noch die Wolverhampton Wanderers von seinem Können überzeugen konnte. Die genannten drei Vereine lehnten ihn allesamt ab, jedoch der FC Middlesbrough erkannte in ihm einen möglichen Linksverteidiger und nahm ihn in den Amateurkader auf. Gegen Ende der Saison 1962/63 kam Knowles zu seinem Debüt in der ersten Mannschaft und nach einer weiteren vollständigen Spielzeit 1963/64 verpflichte ihn mit Bill Nicholson der Meistertrainer von Tottenham Hotspur für 45.000 Pfund.

### Tottenham Hotspur
Knowles sollte Ron Henry ersetzen, der 1961 mit den Spurs das Double gewonnen hatte, zwei Jahre später noch einmal den FA Cup und 1963 den Europapokal der Pokalsieger. Am 22. August 1964 feierte er zur Eröffnung der Saison 1964/65 beim 2:0-Sieg gegen Sheffield United an der White Hart Lane seinen Einstand und wurde sofort zum Stammspieler. In den elf Jahren, die er für den Klub im Norden Londons spielte, wurde Knowles zu einer zentralen Schaltstelle. Neben seinen Defensivqualitäten zeichnete er sich vor allem durch einen kreativen Spielaufbau und präzise Flanken aus. Wie auch der Ire Joe Kinnear auf der Rechtsverteidigerposition prägte Knowles mittels „Überlaufen“ des eigenen linken Flügelspielers, der dann nach hinten absicherte, ein Element des modernen Fußballs, der immer mehr offensive Außenverteidiger verlangte.
Zwischen 1965 und 1969 verpasste er dank seiner körperlichen Robustheit nur ein Ligaspiel und kam in dieser Zeit zudem noch auf vier Spiele für die englische Nationalmannschaft. Seine Premiere fand dabei am 6. Dezember 1967 gegen die Sowjetunion statt und neben weiteren Einsätzen für das U23-Team und einem englischen Nachwuchsteam, das gegen die eigene A-Nationalmannschaft antrat, stand er 1968 und 1969 in der Auswahl der englischen Football League gegen das schottische Pendant. Gemessen an seiner großen Bedeutung für die Spurs war die Anzahl der Länderspiele für die englische A-Nationalmannschaft vergleichsweise gering, aber die Beständigkeit, mit der sein Konkurrent Terry Cooper von Leeds United auf der Linksverteidigerposition zu Werke ging, ließ Knowles nur noch die Ersatzrolle übrig.
Sein letztes Pflichtspiel absolvierte Knowles im Dezember 1975 beim 2:2 gegen den FC Everton, bevor ihn dann chronische Knieprobleme im Alter von nur 31 Jahren zum vorzeitigen Karriereende zwangen. Sein Verein belohnte die langjährige Treue mit einem Abschiedsspiel gegen den Lokalrivalen FC Arsenal, das noch in derselben Saison ausgetragen wurde. In der Spielzeit zuvor hatte er noch einmal die große Bedeutung für seinen Verein unter Beweis gestellt, als er die in Abstiegsnöte geratenen Spurs gegen den amtierenden Meister Leeds United, der kurz zuvor Endspielteilnehmer im Europapokal der Landesmeister gewesen war, „rettete“. Obwohl er zuvor nur selten als Torschütze in Erscheinung getreten war, traf er in dieser entscheidenden Partie gleich zwei Mal und war maßgeblich für den 4:2-Erfolg mitverantwortlich.
Bei seinen insgesamt 507 Pflichtspieleinsätzen für Tottenham Hotspur schoss er letztlich 17 Tore. Die größten Erfolge waren 1967 der Gewinn des FA Cups, zwei Ausgaben des Ligapokals (1971 und 1973) und vor allem 1972 der Triumph im UEFA-Pokal. Gleich nach seinem Rücktritt als aktiver Fußballspieler wurde er kurz Scout für die Spurs in seiner Heimat Yorkshire und übernahm 1976 das Traineramt bei Hertford Town. Zwischen 1977 und 1981 wurde er Kotrainer bei den Doncaster Rovers.

### Trainerkarriere
Im Sommer 1981 verpflichtete ihn der FC Middlesbrough und so kehrte er an seine erste Wirkungsstätte als Kotrainer zurück. Dort blieb er zwei Jahre, bis er zurücktrat, um danach den Cheftrainerposten beim Viertligaabstiegskandidaten FC Darlington zu übernehmen. Binnen zweier Spielzeiten formte er aus der darbenden Mannschaft ein Team, das 1985 den dritten Platz erreichte und in die drittklassige Third Division aufstieg.
Der Klub stieg 1987 wieder ab und Knowles trat unmittelbar danach zurück. Er kehrte nur kurze Zeit später als Trainer von Torquay United zurück. Dort entdeckte und entwickelte er unter anderem mit Lee Sharpe einen jungen Flügelspieler, der in den frühen 1990er Jahren in den Reihen von Manchester United stand und später noch für Leeds United und Sampdoria Genua agierte. Auch in Torquay leistete er Aufbauarbeit und Knowles führte den Verein, der zwischenzeitlich fast aus dem Ligaverband der Football League abgestiegen wäre, in die Qualifikation zum Aufstieg in die dritte Liga und ein Jahr später ins Endspiel der Sherpa Van Trophy. Nach einem enttäuschenden Start in die Saison 1989/90 trat er im Oktober 1989 von seinem Trainerposten zurück, um nur bereits zwei Monate später beim Viertligaabstiegskandidaten Hartlepool United wieder aufzutauchen. Er rettete dem Verein mit einem 12-Punkte-Abstand zur Abstiegszone letztlich sicher den Klassenerhalt und legte im Jahr danach den Grundstein für den Aufstieg in die Third Division über den dritten Platz. In der entscheidenden Phase saß Knowles jedoch nicht mehr auf Trainerbank, da bei ihm im Februar 1991 ein Gehirntumor diagnostiziert worden war. Alan Murray vertrat ihn anschließend als Cheftrainer und da Murray infolge der notwendigen Operationen nicht zurückkehrte, übernahm Murray seine Position nach Ende der Saison auf Dauer.
Am 30. August 1991 verlor Knowles den Kampf gegen den Krebs im Alter von nur 47 Jahren. Drei Monate nach seinem Tod gedachte ihm sein alter Verein Tottenham Hotspur mit einem Benefizspiel. Zudem erhielt eine Tribüne in dem Victoria Park von Hartlepool United seinen Namen.

## Erfolge
- UEFA-Pokal-Sieger: 1972
- FA-Cup-Sieger: 1967
- Englischer Ligapokalsieger: 1971, 1973
- Gewinner des Englisch-italienischen Ligapokals: 1971
- Charity-Shield-Sieger: 1967 (geteilter Titel)